# Герб Евори
Ге́рб Е́вори — офіційний символ міста Евора, Португалія. Використовується як територіальний герб. У золотому щиті португальський лицар у срібних обладунках на чорному коні, що скаче праворуч. Лицар здіймає в руці срібний закривавлений меч. Внизу щита дві відрубані голови маврів — чоловіка і жінки у срібних тюрбанах. Щит увінчує срібна мурована міська корона з п'ятьма вежами. Внизу ланцюг із зіркою Ордена Вежі й Меча.
Під щитом біла стрічка, на якій великими літерами напис португальською: «mui nobre e sempre leal cidade de Évora» (найшляхетніше і завжди вірне місто Евора).  Офіційно затверджений 12 жовтня 1990 року.  Герб зображає Жералду Безстрашного, героя Реконкісти, який 1165 року визволив місто від мусульман.

## Галерея

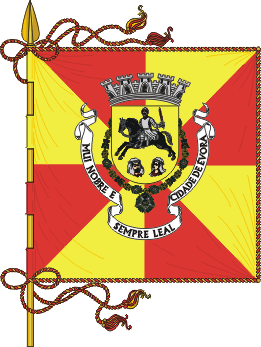
Прапор
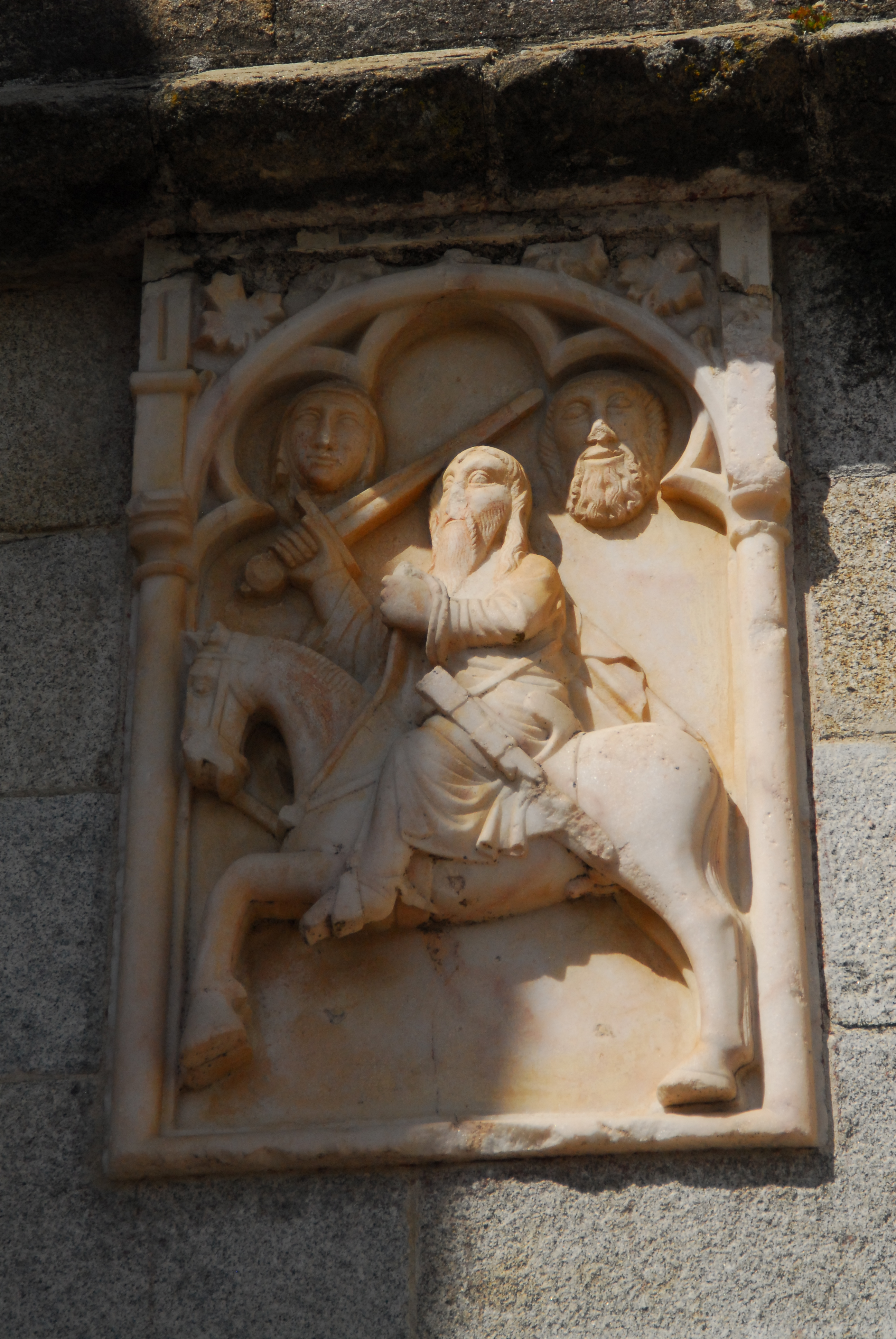
Герб (XVI ст.)
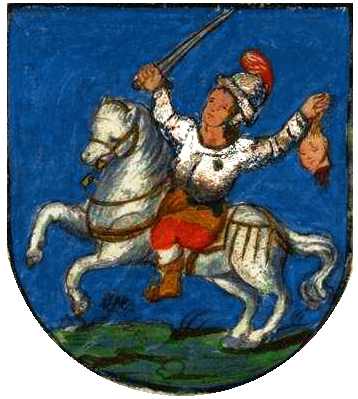
Thesouro de Nobreza